# Filosofisch behaviorisme
Het filosofisch behaviorisme (ook logisch behaviorisme of analytisch behaviorisme) is de filosofische stroming binnen het behaviorisme. Het filosofisch  behaviorisme stelt dat de zogenaamde mentale toestanden niet meer dan beschrijvingen zijn van iemands gepredisponeerd gedrag, en geen eigen werkelijkheid bezitten. Wat iemand gelooft en de concepten die hij aanhangt is, met andere woorden, niet meer dan een respons (reactie) op ondergane prikkels. Het gevolg van deze opvatting is dat de geest zijn status als zelfstandige entiteit verliest. Dit behaviorisme wordt gezien als een mogelijke oplossing voor het zogeheten lichaam-geestprobleem. Als vertegenwoordigers van deze stroming worden Gilbert Ryle, en Ludwig Wittgenstein genoemd. Ook personen als Alan Turing en filosofen als Rudolf Carnap, Carl Hempel, W. V. O. Quine worden hiermee geassocieerd. Meer recentelijk heeft ook Daniel Dennett zich geprofileerd als een soort behaviorist.

## Inhoud
Het filosofisch behaviorisme is vooral een reactie tegen het dualisme van René Descartes. Het filosofisch behaviorisme verwerpt het cartesiaanse idee van de "geest", als zijnde een zelfstandige substantie, die onafhankelijk van het lichaam zou bestaan. Daarbij zouden, volgens Descartes, affecten als overtuigingen en pijn, eigenschappen of bepaalde toestanden van die substantie zijn. Filosofische behavioristen wijten dit - volgens hen foute - beeld aan een verkeerd of naïef gebruik van de taal.
Filosofisch behaviorisme verdedigt de stelling dat elke uitspraak over een interne of privéwereld bij individuen, vertaalbaar is in een uitspraak over openbaar waarneembaar gedrag, en er dus ook toe moet gereduceerd worden. Belangrijk is hierbij dat gedrag niet alleen beweging, maar ook talig gedrag omvat, gesproken uitingen als reactie op een situatie. Wanneer een persoon bijvoorbeeld zegt "ik heb pijn", is deze uitspraak vertaalbaar in een uitspraak over zijn gedrag: hij zal zijn hand terugtrekken, een pijnkreet slaken, weglopen van de veroorzaker van de pijn,... Als deze gedragingen niet aanwezig zijn, heeft de persoon volgens de behaviorist geen pijn. Dit lijkt misschien moeilijk te verdedigen omdat er subtielere vormen van gevoelens en innerlijke toestanden zouden bestaan, maar filosofische behavioristen zullen stellen dat zelfs deze op een bepaalde manier in het gedrag af te lezen zijn. Er bestaan ook zwakkere vormen van filosofisch behaviorisme, waarbij men vertaalbaarheid vervangt door een zwakkere vorm als "semantische correlatie", en men laat hier neurale en andere fysische termen toe bij de beschrijvingen en de karakterisering van het mentale.

## Geschiedenis en vertegenwoordigers

### Descartes' dualisme

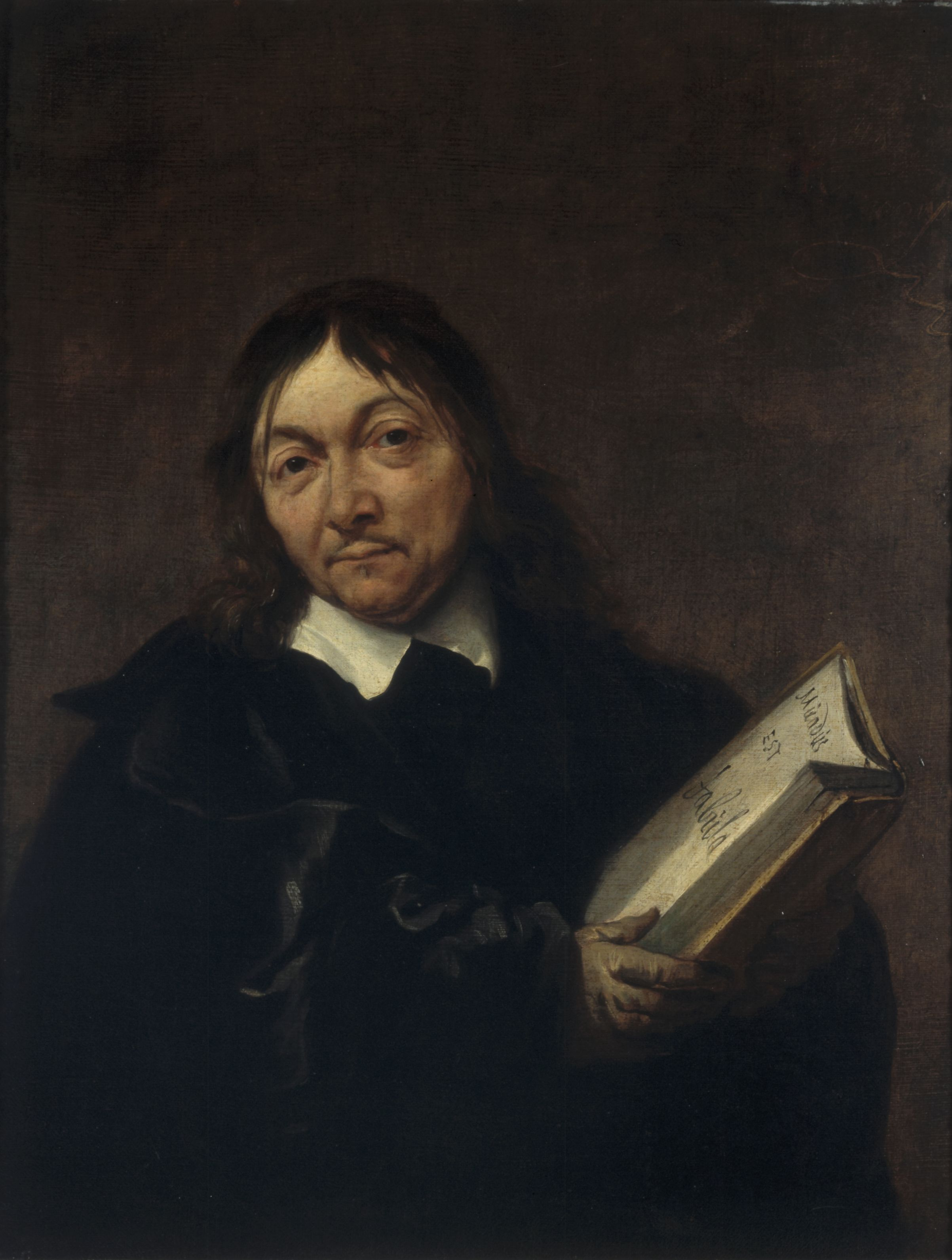
Het is vooral het dualisme van René Descartes waarop Ryle en de meeste behavioristen reageren.

Om het filosofisch behaviorisme correct te begrijpen moet men teruggaan op de voorgaande positie in de filosofie van de geest waarop het reageert: het Cartesiaans dualisme. Descartes stelde dat de geest een immateriële substantie is. De essentiële eigenschap bij uitstek van dit immateriële is het bewustzijn (penser). Dit contrasteert Descartes met het lichaam (en de externe wereld) dat net een materiële substantie is, met als essentiële eigenschap uitgebreidheid. Het probleem is nu dat het niet duidelijk is hoe deze twee totaal verschillende zaken met elkaar kunnen interageren. Als oplossing stelt Descartes een interactionisme voor: het lichaam en de geest kunnen op elkaar inwerken ondanks hun verschillende aard. Er zijn echter problemen met deze stelling:
- de plaats van de interactie: waar vindt deze interactie tussen deze twee verschillende substanties plaats. Descartes wees de pijnappelklier aan als plaats waar deze interactie plaatsvond, maar dit leek in werkelijkheid niet juist te zijn.
- geslotenheid universum: de link van het mentale naar het fysische is ook problematisch. Als het mentale iets geheel immaterieels is, wil dit zeggen dat het de geslotenheid van het universum (en het behoud van energie) zou doorbreken als het toch wil interageren: de "kracht" van een intentie (want dat is de oorzaak van een beweging volgens Descartes) komt erbij.
- aard van de causaliteit: zelfs ongeacht de vorige problemen, blijft het nog maar de vraag hoe überhaupt iets mentaals op iets fysisch kan inwerken. Het is niet duidelijk hoe iets mentaals in contact kan komen met iets fysisch.

Omdat vele filosofen van mening zijn dat Descartes' dualisme geen adequate oplossing biedt, vloeit hier dus het klassieke lichaam-geestprobleem uit voort. Tijdgenoten als Gottfried Leibniz en Nicolas Malebranche formuleerden al alternatieve oplossingen op het lichaam-geestprobleem. Zo stelde Leibniz de oplossing van het parallellisme voor, en Malebranche het Occasionalisme. Ook deze oplossingen kregen niet echt veel aanhang en waren onbevredigend, grotendeels vanwege de idee van materialisme dat vele filosofen aanhangen. Alles moet volgens het materialisme uiteindelijk materieel zijn, en hiermee wordt dus enige vorm van spirituele of idealistische substanties of eigenschappen verworpen.

### De opkomst van het behaviorisme

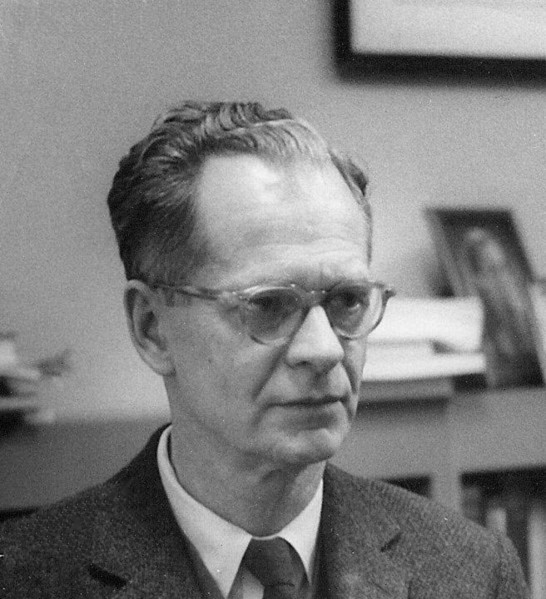
B.F. Skinner, wellicht de bekendste psychologische behaviorist, en een inspiratiebron voor sommige filosofische behavioristen.

In de psychologie ontwikkelde het behaviorisme zich als een reactie tegen de ontoereikendheid van het introspectionisme dat zich baseerde op dit Cartesiaans dualisme. Zo publiceerde John Watson in 1913 zijn manifest Psychology as the behaviorist views it, waarin hij pleitte dat introspectieve verslagen van iemands eigen mentale leven geen onderwerp kunnen zijn van grondig en accuraat onderzoek en niet veralgemeenbaar zijn. Zonder mogelijkheid tot generalisatie en de mogelijkheid tot onderzoek door derden, argumenteerden de behavioristen, is wetenschap niet mogelijk. De uitweg voor de psychologie was de afwijzing van de idee van een intern mentaal leven (en mede ook een ontologisch onafhankelijke geest) en het verleggen van de klemtoon naar de beschrijving van observeerbaar gedrag. In de plaats stelde Watson gedrag en experimenteel onderzoek, met nadruk op observeerbaarheid en objectiviteit, centraal. Dit klassieke behaviorisme wordt ook wel S-R behaviorisme genoemd (stimulus - respons) en was daarbij een erg mechanistisch behaviorisme dat op zoek ging naar hoe stimuli gedrag konden uitlokken en hoe dat beïnvloed kon worden.
Een reactie op problemen die zich stelde in het klassiek behaviorisme, resulteerde in de jaren 30 in het "neobehaviorisme". Deze zouden zich laten inspireren door het logisch positivisme, een stroming waarin het filosofisch behaviorisme mede werd ontwikkeld. Dit toont de wisselwerking tussen het behaviorisme in de psychologie en de filosofie aan: waar het filosofisch behaviorisme (mede) ontstond door het klassiek behaviorisme, zou zij op haar beurt nieuwe impulsen geven aan het behaviorisme zelf.
Hiernaast kwam rond het jaar 1945 ook nog het radicaal behaviorisme op, onder impuls van B.F. Skinner. Hierbij richtte behavioristen zoals Skinner zich meer op operante conditionering, in tegenstelling tot de klassieke conditionering van Ivan Pavlov. Het ging hierbij om gedrag dat werd beïnvloed door de consequenties ervan (in de vorm van een bekrachtiging). Belangrijker is dat hierbij ook taal (of verbaal gedrag) gezien wordt als een vorm van operant gedrag, en zo komt het dus dichter bij het filosofisch behaviorisme. In principe was het radicaal behaviorisme niet de hoofdstroming van het behaviorisme, maar doordat vanaf de jaren 70 de cognitieve psychologie opkwam, en veel van het behaviorisme verdreef, was het vooral het radicaal behaviorisme dat overeind bleef staan bij de groep hedendaagse behavioristen.

### Voorlopers
Het filosofisch behaviorisme ontstond net als het behaviorisme uit de meer functionalistische psychologie, die zich afzette tegen het structuralistisch introspectionisme. Dit functionalisme werd vooral vertegenwoordigd door personen als William James en John Dewey. Tegenover de structuralistische opvatting die de inhoud van ervaringen verwerkelijkt, plaatsen personen als Dewey een meer functionalistische opvatting van mentale toestanden. Ook James verwierp een dergelijke substantiële opvatting van het mentale.
Het zou echter pas Bertrand Russell zijn die als een van de eerste de filosofische waarde van het werk van John Watsons behaviorisme zou inzien. Hoewel Russell zelf geen behaviorist was of zich zo profileerde, stond hij er wel positief tegenover en achtte het van belang dat het zich verder zou ontwikkelen. Hij zag heil in een combinatie van behaviorisme en de nieuwe analytische filosofie die toen opkwam.

### Het filosofisch behaviorisme
Gelijklopend met de ontwikkelingen in de psychologie ontstond dus ook een filosofisch behaviorisme. Het behaviorisme zou in de filosofie van de geest gedurende het grootste deel van de 20e eeuw dominant blijven, in het bijzonder de eerste helft. Deze stroming wordt gekenmerkt door een streng verificationisme, die algemeen alle onverifieerbare beweringen over het interne mentale leven afwijst als betekenisloos. Maar wat zijn mentale toestanden dan als het geen interne toestanden zijn waarvan men introspectief verklaringen van kan afleggen? Het antwoord van de behavioristen is dat mentale toestanden niet bestaan, maar in feite slechts beschrijvingen zijn van gedrag of disposities tot bepaald gedrag, gemaakt door externe derden in een poging om het gedrag van anderen te verklaren of voorspellen.
Logisch positivisme
Bepaalde filosofen, werkend in de taalfilosofie en de analytische filosofie hebben zichzelf geprofileerd als - of anderen noemden hen - behavioristen. Voorbeelden waar dit standpunt naar voren kwam, vindt men in het logisch positivisme, met auteurs als Rudolf Carnap (1891 - 1970) en Carl Hempel (1905 - 1997). Carnap en Hempel waren beide personen die het als hun filosofische taak zagen de ideale taal na te streven, een taal die in staat is om alle fenomenen zo simpel en uitgebreid mogelijk kon beschrijven. Het is in deze zoektocht naar de ideale formele taal dat men het logisch behaviorisme van Carnap en Hempel moet plaatsen: ze wilden de taal die we hanteren over innerlijke toestanden en dergelijke herschrijven tot deze ideale taal. Het logisch behaviorisme is hier dus opgesteld om aan het verificatieprincipe te voldoen: de betekenis van psychologische uitspraken staat gelijk aan hun verificatievoorwaarden, die daarbij dan enkel uit publiekelijk gedrag kan bestaan. Ze stelden dus voor dat men voor wetenschappelijke, psychologische doeleinden moest stellen dat de betekenis van psychologische uitspraken enkel bestaat uit de beschrijving van de fysische gedragingen.
Ludwig Wittgenstein

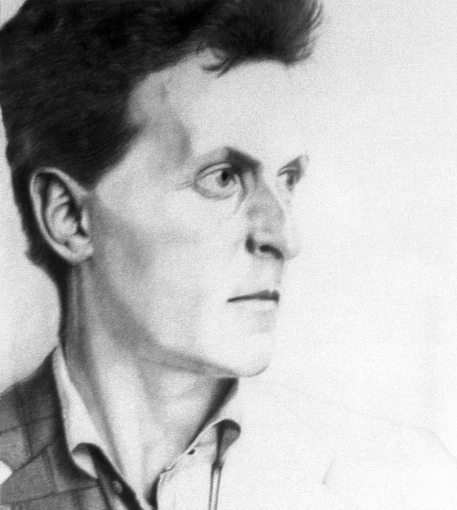
Een schets van de latere Ludwig Wittgenstein

Een klassiek voorbeeld van een filosofisch behaviorist is de filosoof Ludwig Wittgenstein (1889 – 1951). Toch is de typering van Wittgenstein als behaviorist niet algemeen aanvaard. Wittgenstein introduceerde in zijn Philosophische Untersuchungen het gedachte-experiment van The Beetle in a box (de kever in de doos). Hij introduceert dit gedachte-experiment ter verduidelijking van het concept pijn. Pijn wordt traditioneel opgevat als een speciaal soort quale, enkel kenbaar door de private geest die ze waarneemt. Wittgenstein vraagt ons nu om een samenleving in te beelden waarin iedereen een doos heeft met daarin een kever. Wittgenstein schrijft:

"Suppose everyone had a box with something in it: we call it a 'beetle'. No one can look into anyone else's box, and everyone says he knows what a beetle is only by looking at his beetle. - here it would be quite possible for everyone to have something different in his box. One might even imagine such a thing constantly changing."
Als deze "kever" een nut had in de taal van deze samenleving, dan heeft het althans niets met de inhoud van de doos te maken. Het is immers perfect mogelijk dat elk persoon iets totaal anders in zijn doos zou hebben, dat hetgeen dat erin zit steeds weer verandert of de doos gewoon leeg is. De klassieke opvatting van de geest (zowel van jezelf als van de ander) leidt dus tot een paradoxaal resultaat: er bestaat geen enkele adequate manier om eraan te refereren. Het woord "kever", of in ons geval "pijn" betekent dus volgens Wittgenstein niets anders dan "dat wat in de doos zit" of "dat wat zich ons lichaam afspeelt". Enkel als men erover spreekt in termen van publiek toegankelijke zaken zoals gedrag zou de inhoud zin hebben. Al wat we kunnen bespreken is wat publiekelijk toegankelijk is, en dus onderworpen is aan de regels van een taalspel. De inhoud van de doos is dus geheel irrelevant voor elk soort taalspel waarin het voorkomt. Het is op deze wijze dat ook pijn niet bruikbaar is voor de functies die de filosofen haar toekennen; pijn en andere mentale toestanden hoeven in dit geval geen entiteiten te zijn, maar slechts manieren van spreken. We worden dus misleid door onze grammatica.
Verder brengt hij een ander cruciaal punt aan in dit de tegenstelling tussen behavioristen en andere posities. Wittgenstein stelt dat we een verschil kunnen maken tussen enerzijds menselijke (lichamelijke) handelingen, en anderzijds loutere lichamelijke bewegingen. Beschouw het volgende geval:
1. Hij rees zijn arm omhoog
2. Zijn arm rees omhoog

Uit (1) volgt hierbij wel (2), maar uit (2) niet noodzakelijk (1). Zijn arm zou bijvoorbeeld door een touw omhoog getrokken kunnen worden. De vraag (die Wittgenstein) stelt is nu wat het verschil tussen beide gevallen is. De makkelijke oplossing hierbij is een mentale toestand zoals de intentie aanwijzen als verschil, omdat zij geval (1) veroorzaakt; ik wil dat mijn arm omhoog gaat. Dit is echter een oplossing die (filosofische) behavioristen zoals ook Gilbert Ryle verwerpen. Ryle zal stellen dat wil men dit op deze manier oplossen, dit leidt tot een destructief dilemma dat als volgt uitgelegd kan worden:
 Of dit "willen" is een mentale handeling of het is het niet. 

Als het een mentale handeling is, dan moet deze handeling zelf weer worden veroorzaakt door een andere mentale handeling (regressus ad infinitum). 

Als het geen mentale actie is, dan kan men volgens Ryle niet meer spreken over een handeling, en is er geen verschil meer tussen (1) en (2).

Gilbert Ryle
Gilbert Ryle (1900-1976) was een Brits filosoof, behorend tot de ordinary language philosophy en kan beschouwd worden als een van de eerste filosofische behavioristen. Hij typeerde zichzelf wel niet als behaviorist, voornamelijk omdat hij het gebruik van "-ismes" verafschuwde, en daarnaast omdat hij de nadruk wilde leggen op bepaalde verschillen met het klassiek behaviorisme. Net als behavioristen wees Ryle het traditionele beeld van een soort homunculus in de hersenen, die via de menselijke zintuigen een afspiegeling van de buitenwereld krijgt, af. Ryle identificeert deze stelling echter met de filosoof René Descartes, en zijn cartesiaans dualisme. Hij verwerpt daarbij de idee dat de geest en het lichaam twee entiteiten zijn die zich op hetzelfde niveau bevinden, zoals een auto en de automotor. Het grote probleem bij de benadering van Descartes is volgens Ryle dat dit ons aanzet tot het maken van categoriefouten (category mistakes). Hij schrijft:
"It is one big mistake and a mistake of a special kind. It is, namely, a category-mistake. It represents the facts of mental life as if they belonged to one logical type or category (or range of types or categories), when they actually belong to another. The dogma is therefore a philosopher's myth."
Deze categoriefouten die uit het Cartesiaans dualisme voortvloeien, legt hij verder uit aan de hand van een aantal analoge voorbeelden. Zo geeft hij het voorbeeld van iemand die een rondleiding in een universiteit krijgt en zo er de collegezalen, aula's, gangen, ... krijgt te zien, maar toch nog op het laatste vraagt wanneer we nu echt de "universiteit" te zien krijgen. Een ander voorbeeld dat Ryle geeft, is van een toeschouwer die een stoet van soldaten ziet voorbij komen, en dan toch nog vraagt wanneer hij nu de "legerdivisie" krijgt te zien. Een laatste voorbeeld is van een iets andere aard, namelijk daar vraagt een toeschouwer - na introductie tot een cricketspel en de spelers - wie, wat of waar nu befaamde esprit de corps (teamgeest) is.

Een voorstelling van het cartesiaans theater: het beeld waartegen Ryle zich verzet; een homunculus in de hersenen krijgt via de menselijke zintuigen een afspiegeling van de buitenwereld.

De kern van het probleem bij het Cartesiaans dualisme is de tegenstelling tussen het fysische en het mentale. Dit onderscheid ziet Ryle als ongeschikt als oplossing voor het lichaam-geestprobleem. De werkelijke functie van de lichaam-geesttaal bestaat er daarentegen uit een beschrijving te bieden van kenmerken van hogere organismen, zoals vindingrijkheid, strategieën, de mogelijkheid tot abstractie en hypethesevorming, ... en deze daarbij aan te duiden via aanwijzingen uit hun gedrag. Ryle denkt dat we wel in staat zijn om deze termen goed te gebruiken in alledaagse toestanden, maar we komen in de problemen als we een meer theoretische reflectie erover maken. Hij valt de idee aan dat de natuur kan gezien worden als een complexe machine en de menselijke natuur als een kleinere machine in dit geheel, met een homunculus in het hoofd ervan, die instaat voor diens intelligentie, spontaniteit en andere menselijke (mentale) kwaliteiten. De filosoof Daniel Dennett zal deze klassieke opvatting het Cartesiaans theater noemen. Hoewel volgens Ryle mentale uitspraken en termen wel hun nut hebben in het beschrijven en verklaren van menselijk gedrag, zijn noch mensen analoog met machines en is er geen behoefte aan een soort verborgen principe (zoals deze "geest" in de machine) om de "supermechanische" vermogens te verklaren.
Daartegenover plaatst Ryle dan zijn vorm van behaviorisme, het filosofisch behaviorisme. Deze theorie stelt dat de oorsprong van iemands motieven kan gedefinieerd worden via diens "disposities" om op een bepaalde manier in een bepaalde situatie te handelen. Deze contrasteerde hij met het methodologisch behaviorisme, een dogma voor behavioristische psychologen die stelde dat men nooit verwijzing mag maken naar mentale toestanden in hun "wetenschappelijke" verklaringen van het gedrag. Ryle had dus niet als doel het bestaan van mentale toestanden volledig te ontkennen of te ontkrachten, maar wilde eerder het traditionele lichaam-geestprobleem oplossen door er een nieuw perspectief op te werpen. Zo stelde Ryle dat men alle "mentale" uitspraken kon herformuleren in conditionele uitspraken van de vorm "als ... dan ...", en waarbij dus alle onderdelen louter observeerbaar gedrag zijn. Een voorbeeld betreffende pijn: "als Jan zegt dat hij pijn heeft, een hogere bloeddruk heeft, een pijnkreet slaakt, ... dan heeft hij pijn." Een intentionele attitude zoals een overtuiging of een verlangen kan volgens Ryle evengoed omgezet worden: "als Jan een paraplu meeneemt, de ramen sluit, van kleren verandert, ... dan gelooft hij dat het gaat regenen". Op deze wijze is het dus mogelijk vast te stellen dat iemand pijn heeft zonder enige verwijzing naar een ziel of iets immaterieels, dat Ryle typisch verbonden ziet met het cartesiaanse beeld.
Willard Van Orman Quine
Ook W.V.O. Quine (1908 – 2000) maakte gebruik van een soort behaviorisme en werd beïnvloed door bepaalde ideeën van B. F. Skinner in zijn eigen taalfilosofie. Zo was hij heel enthousiast over de linguistic turn die zich voordeed in de filosofie van de geest, en waarbij er dus meer aandacht kwam voor de taal: Quine stelt dat de geest veel beter begrepen kan worden in termen van taal, dan in termen van het mentale. Termen als "overtuiging" of "sensatie" passen dan ook volgens Quine geheel niet bij zijn materialistische opvatting. In feite sympathiseert hij niet enkel met het filosofisch behaviorisme, maar ook met de identiteitstheorie tussen het mentale en het fysische. Quine wordt ook weleens beschreven als eliminatief behaviorist.
Wilfrid Sellars
In een van Wilfrid Sellars' (1912 - 1989) bekendste essays, Empiricism and the Philosophy of Mind, fixeert hij verscheidene theorieën betreffende kennis en geest. Hij bekritiseert hier het beeld van bepaalde soorten van kennis als "gegevenheid", alsof ze intuïtief aan ons bewustzijn worden gegeven. Sellars tracht hierbij dan ook een alternatief voor Descartes te bieden. Zo ontkent hij dat we onze eigen mentale toestanden het beste kennen (alsof ze "gegeven" zijn) en dat men het mentale het best in de wereld kan beschrijven als men het ziet als een ander soort substantie. Zelf verdedigde hij de mogelijkheid van een behavioristisch wereldbeeld, maar ook met respect voor het dagelijks gebruik van termen als geest, denken en intentie. Hij staat echter niet geheel positief tegenover eerdere pogingen (zoals bij Ryle): deze houden immers een reductie van onze alledaagse termen in. Daarnaast is hij ook van mening dat het net eigen is aan een wetenschap dat het de mogelijkheid heeft om onwaarneembare dingen te postuleren om fenomenen te verklaren, iets wat de klassieke behavioristen zichzelf ontzeggen.
Hij presenteert zijn alternatief aan de hand van een verhaal, een mythe, namelijk The Myth of Jones. Hij spreekt hier over een fictieve stam, de Ryleans, waarmee hij verwijst naar Ryle. Deze stam heeft een objecttaal die in staat is om gedachten, rationeel handelen en zelf subjectieve innerlijke ervaring te beschrijven en te verklaren zonder dat ze een begrip hebben van hun eigen innerlijke mentale toestanden. Ze bezitten met andere woorden geen psychologische concepten zoals overtuigingen, verlangens en verwachtingen. Het enige wat deze stam nodig heeft om er toch over te kunnen spreken en het te begrijpen is enerzijds semantische concepten die toepasbaar zijn op hun eigen taal, en anderzijds de mogelijkheid om te "theoretiseren", i.e. dingen kunnen verklaren aan de hand van het postuleren van onwaarneembare zaken. Dit wordt verwezenlijkt door de persoon "Jones" die een theorie construeert, waarbij hij een nieuwe inzicht in het innerlijke domein van de mens uiteenzet, bestaande uit twee soorten innerlijke toestanden. Deze zijn respectievelijk
1. "gedachten" (thoughts): dit wordt toegeschreven aan eigenschappen die zijn gebaseerd op de eigenschappen van taalhandelingen (speech acts). Deze soort bezit betekenis en waarheidswaarde.
2. "zintuiglijke indrukken" (sense impression): deze worden toegeschreven aan eigenschappen, gemodelleerd naar de waarneembare eigenschappen van fysische objecten.

Eens Jones deze theorie de andere leden van de stam aangeleerd heeft, en ze er allen in slagen het correct te gebruiken, is het mogelijk om dit dus toe te passen en zichzelf ermee te beschrijven. Een ander lid van de stam, Dick genaamd, moet niet meer zijn eigen gedrag bestuderen om te weten wat er in hem omgaat, maar kan het doen via deze nieuwe theorie. Aldus ontstaan zo de noties van "geprivilegieerde toegang" (privileged access) en privacy. Aldus toont deze parabel dat er een alternatief is voor de klassieke cartesiaanse opvatting van het mentale, en toont Sellars zo dat er niet alleen problemen zijn met de notie van "gegevenheid", maar ook dat er een alternatief mogelijk is. Merk wel op dat deze theorie weliswaar trouw blijft aan het methodologisch behaviorisme, maar het logisch behaviorisme voorbij gaat doordat Sellars stelt dat deze nieuwe theorie van Jones, en dus de uitspraken over het innerlijke, niet reduceerbaar zijn tot louter uitspraken over het gedrag.

### Moderne vertegenwoordiging
Filosofisch behaviorisme wordt door de meeste hedendaagse filosofen van geest en cognitie als achterhaald beschouwd. Toch vindt er inmiddels een zekere herontdekking van het behaviorisme plaats. Een variant ervan is die in de vorm van het zogenaamde radicaal behaviorisme. De grondslagen hiervan zijn uitgewerkt in de Relational Frame Theory, een psychologische theorie die de rol van taal in het menselijke denken en cognitie verklaart.
Daniel Dennett

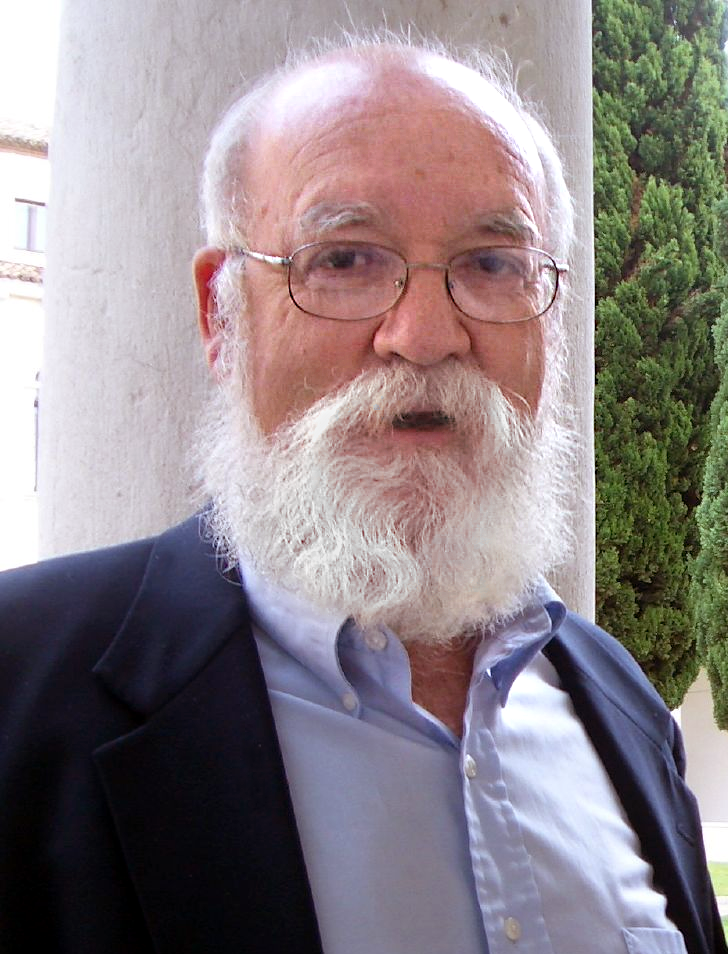
Daniel Dennett is een hedendaags vertegenwoordiger van het filosofisch behaviorisme.

Ook de hedendaagse filosoof Daniel Dennett (1942) typeert zichzelf als een soort behaviorist. Zijn behaviorisme komt duidelijk naar voren uit volgend citaat:
"what makes it true that people have the real mental states is facts about their behavioral dispositions and capacities, but these facts can be perspicuously and efficiently expressed only from the intentional stance, an instrument of prediction (and explanation). [...] So let me confirm Jackson's surmise that I am his behaviorist; I unhesitatingly endorse the claim that "necessarily, if two organisms are behaviorally exactly alike, they are psychologically exactly alike."
Zijn filosofie bestaat echter niet uit zuiver behaviorisme, maar is een combinatie tussen het behaviorisme enerzijds, en anderzijds functionalisme en eliminatief materialisme. De associatie met deze laatste visie blijft bijvoorbeeld uit het pleidooi van Dennett dat sommige mentale toestanden, die traditioneel als juist worden ervaren (zoals qualia), moeten worden afgeschaft.
Hij acht de hedendaagse filosofische terminologie ook onbruikbaar om over iets als bewustzijn te spreken. Hij bekritiseert de hedendaagse filosofie van de geest, en beschuldigt haar van kleingeestigheid en het expliciet vermijden van interessante en diepe problemen en vragen. Hij stelt daarnaast dat de vele hedendaagse filosofen nog een vorm van het cartesiaans materialisme aanhangen, een visie die Dennett afdoet als volledig fout. Dennett stelt dat deze theorie dan ook vaak impliciet en onuitgewerkt bij hedendaagse filosofen aanwezig is. Mocht ze worden uitgewerkt, dan zou blijken dat zij onhoudbaar is. Fundamenteel voor dit cartesiaans materialisme is bijvoorbeeld de idee dat er een geprivilegieerd medium in de hersenen is, waar fenomenen als qualia aan worden getoond. Hij beschrijft dit als het cartesiaans theater. Dennett stelt dat een voorwerp van bewustzijn zijn, iets geheel anders is dan als "op televisie komen", zoals het lijkt gedacht te worden door velen.
Pijn analyseert hij bijvoorbeeld niet als een soort pijnnetwerken die een afschuwelijke quale produceren, maar net omgekeerd: deze "introspectieve eigenschap" is samengesteld uit de (gedrags)reacties die een mens in zo'n geval uit. Hij geeft in dat verband ook het voorbeeld van de schattigheid van baby's. Dennett beweert dat er hier niet spraken is van een soort "schattigheidquale", maar dat deze schattigheid voortkomt uit een diepe biologische grond. Kinderen hebben immers nood aan veel opvoeding door de ouders en zijn daarbij zeer kwetsbaar. Deze schattigheidskenmerken veroorzaken dus gewoonweg de "opvoedingsgedragingen". Dennett wijst erop dat dit heel dicht bij een behavioristische interpretatie van "reactieve gedragsdispositie" komt. Een quale hier extra bij aannemen is onnodig en onzinnig, en volgens Dennett is het dan ook overbodig.

## Kritiek
Contra-intuïtef
Uit filosofische hoek is er ook kritiek geleverd op dit filosofisch behaviorisme. Sommige filosofen, waaronder ook Wilfrid Sellars stellen dat het behaviorisme geen voldoende rekenschap kan afleggen aan ons gewoon taalgebruik rond mentale toestanden (met termen als gedachte, intentie, gevoel) zonder dit enorm te reduceren of af te schaffen. Ook David Armstrong zal stellen dat het behaviorisme nogal tegenintuïtief is, zo stelt hij een veel intuïtiever manier om het mentale op te vatten voor: "Perhaps mind can be defined not as behaviour, but rather as the inner cause of behaviour."

Ryle zal hier zijn eerder besproken destructief dilemma tegenover stellen. Als een handeling is veroorzaakt door een mentale handeling, dan moet deze op z'n beurt ook veroorzaakt worden, aangezien het ook een handeling is. Armstrong biedt hier echter een antwoord op: handelingen worden inderdaad veroorzaakt door andere mentale elementen, maar dit zijn zelf (uiteindelijk) geen handelingen meer. Een handeling wordt immers veroorzaakt door verlangens, percepties en overtuigingen, en dit zijn geen handelingen.
Circulariteit en onbepaaldheid
Een andere kritiek stelt dat uitspraken over gedrag, die als doelstelling hebben een adequate behavioristische beschrijving van het mentale te zijn, óf onbepaald zijn, óf zelf hervallen in het gebruik van mentale termen. De analyse van mentale uitspraken in termen van gedrag, hervalt hierbij dus terug in het gebruik van mentale termen. Men komt tot dit tweevoudig doodlopend spoor via een analyse van het begrip gedrag: wat is gedrag? Als het gelijkstaat met een lichamelijke beweging, dan is het onbepaald. Er is immers geen een-op-eenrelatie tussen gedrag en mentale toestanden. Auteurs als David Braddon-Mitchell en Frank Jackson hebben hier bijvoorbeeld op gewezen:
"There is no one-one mapping from mental states to behavioural dispositions. [...] There can be no behavioural disposition which is one and the same as the belief that there is a tiger nearby, [...] What there is an answer to is the question of what behaviour is pointed to by the belief that there is a tiger nearby together with the belief that tigers nearby are dangerous, the desire to go on living, the belief that a good way to get away from nearby tigers is to run in such-and-such a direction, [...] The conceptual connection is not between mental states and behavioural dispistions but between complexes of mental states and behavioural dispositions."
Anderzijds is de gedragsanalyse ook onbepaald: er lijkt geen limiet te zijn op de verschillende wijzen waarop men kan of zal reageren als er een tijger voor je staat. Wat je doet hangt van de omstandigheden af, en deze kunnen enorm variëren. In principe, wil men daadwerkelijk iemands gedrag voorspellen, dan moet men het gehele wereldbeeld van iemand kennen: zijn verleden, zijn huidige projecten, ... Dit lijkt echter vrij onmogelijk om toe te passen, je moet te veel weten.
Dit lijkt dus niet goed mogelijk, de andere optie is echter even problematisch. Auteurs als Roderick Chisholm, Graham Geach en John Heil hebben er op gewezen dat als men gedrag definieert als handelingen, men in principe hervalt in mentale termen, en dus circulair is: de analyse van mentale toestanden in gedragstermen, hervalt zelf weer in mentale termen.
Sommige auteurs hebben er wel op gewezen dat dit probleem overwonnen kan worden doordat de verdere analyse niet noodzakelijk oneindig moet zijn, het kan gerust zijn dat de analyse van omstandigheden en dergelijke beperkt is.
Qualia

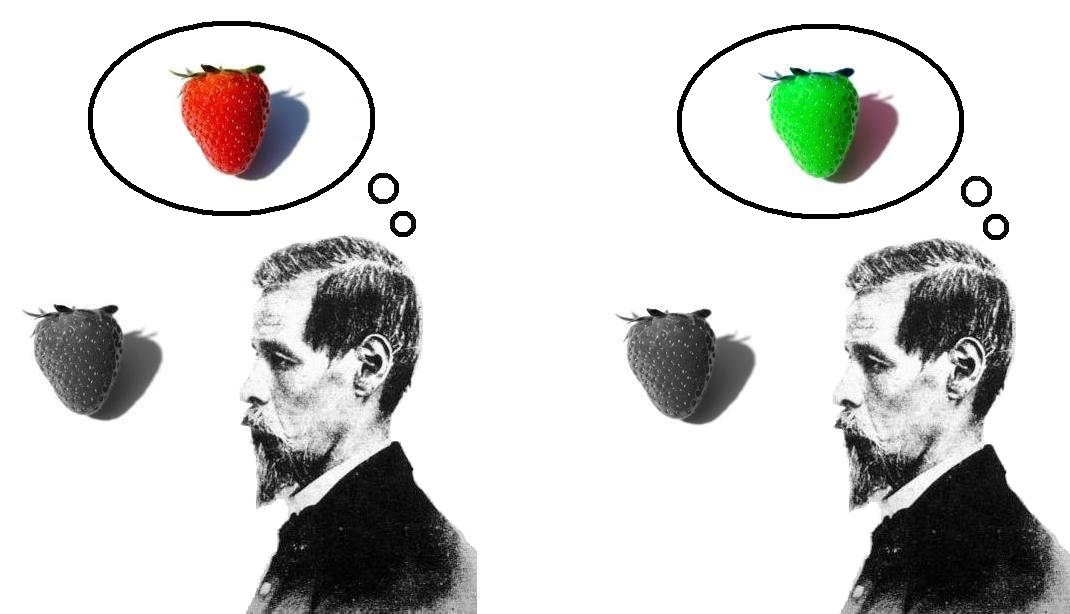
Een voorstelling van spectruminversie qua qualia.

Een ander fundamenteel probleem is dat het filosofisch behaviorisme, net als vele andere theorieën in de filosofie van de geest, geen plaats biedt voor iets als qualia (ook wel raw feels). Een hypothetisch voorbeeld is dat van de spectruminversie: wat als iemand alles wat groen is als rood ziet, en alles wat rood is als groen. Hij zou echter leren groen rood te noemen, en rood groen. Functioneel en gedragsmatig is er dus geen verschil, ondanks dat er dat wel degelijk lijkt te zijn: de quale verschilt in beide gevallen. Behaviorisme kan dus op deze wijze geen rekenschap afleggen aan alle fenomenen.
Iemand als Dennett reageert hier dan weer op door een fenomeen als qualia volledig te verwerpen. Ook stelt hij dat er wel degelijk functioneel en gedragsmatig een verschil is bij het geval van spectruminversie. Zo schrijft hij:
"What anchors our naive sense that there are such properties as qualia are the multiple, asymmetrical, interdependent set of reactive dispositions by which we acquaint ourselves with the sensible world. Our sense that the color red has, as it were, an identity, a "personality" all its own is due to the host of different associations that go with each color. "
Superspartanen en -stoïcijnen
Een andere gerelateerde kritiek is het hypothetisch geval van de superspartanen of de superstoïcijnen: wat als iemand zichzelf perfect onder controle kon houden en zo dus geen enkel gedrag toont? Het is hierbij net dat qualia kunnen helpen: het gedrag is er misschien wel niet, maar het pijngevoel wel. Ook het tegenovergestelde geval is mogelijk: een acteur die doet alsof hij pijn heeft, en daarbij de juiste gedragsuitingen toont, maar geen enkel pijngevoel heeft. De filosoof Hilary Putnam beschrijft het probleem als volgt:
"[...] Image a community of 'super-spartans' or 'super-stoics' - a community in which the adults have the ability to succesfully suppress all involuntary pain behavior [...] However they do feel pain, and they dislike it (just as we do). [...] Yet there is a clear absurdity to the position that one cannot ascribe to these people a capacity to feeling pain."
Ryle heeft hier in principe een antwoord op. Hij lost dit op via het invoeren van "dispositioneel" gedrag of ook wel mogelijk gedrag. De oplossing zou dan van de aard zijn: "Indien hij geen superspartaanse opleiding had, dan zou hij pijnmijdend, aspirinezoekend gedrag vertonen". Het is gelijkaardig met de "breekbaarheid" van een glas: het glas heeft de dispositie om te breken ("indien ik het had omgestoten, zou het gebroken zijn"). Dat een glas op een moment niet breekt, zelfs als het valt, wil niet zeggen dat het niet breekbaar is, noch wil het zeggen dat er een soort immateriële eigenschap van breekbaarheid in het glas zit. Op diezelfde wijze moet men volgens Ryle dit probleem oplossen.
Non-causaliteit
Het logisch behaviorisme formuleert gedragingen en intentionele daden in termen van disposities en conditionele uitspraken. Hierbij wordt elke vorm van causaliteit echter vermeden. Dit is in principe geen probleem, maar zorgt er wel voor dat dit logisch behaviorisme in contrast staat met alle andere wetenschappen. Causaliteit is immers een basisprincipe in de wetenschap. Een filosoof als Donald Davidson zal hiernaast kritiek op dit aspect van het behaviorisme uiten.